# Alella pagelli
Alella pagelli – gatunek widłonoga z rodziny Lernaeopodidae. Opisał go w 1863 roku duński zoolog Henrik Nikolaj Krøyer, nadając mu nazwę Anchorella pagelli.